# ГЕС Яруга

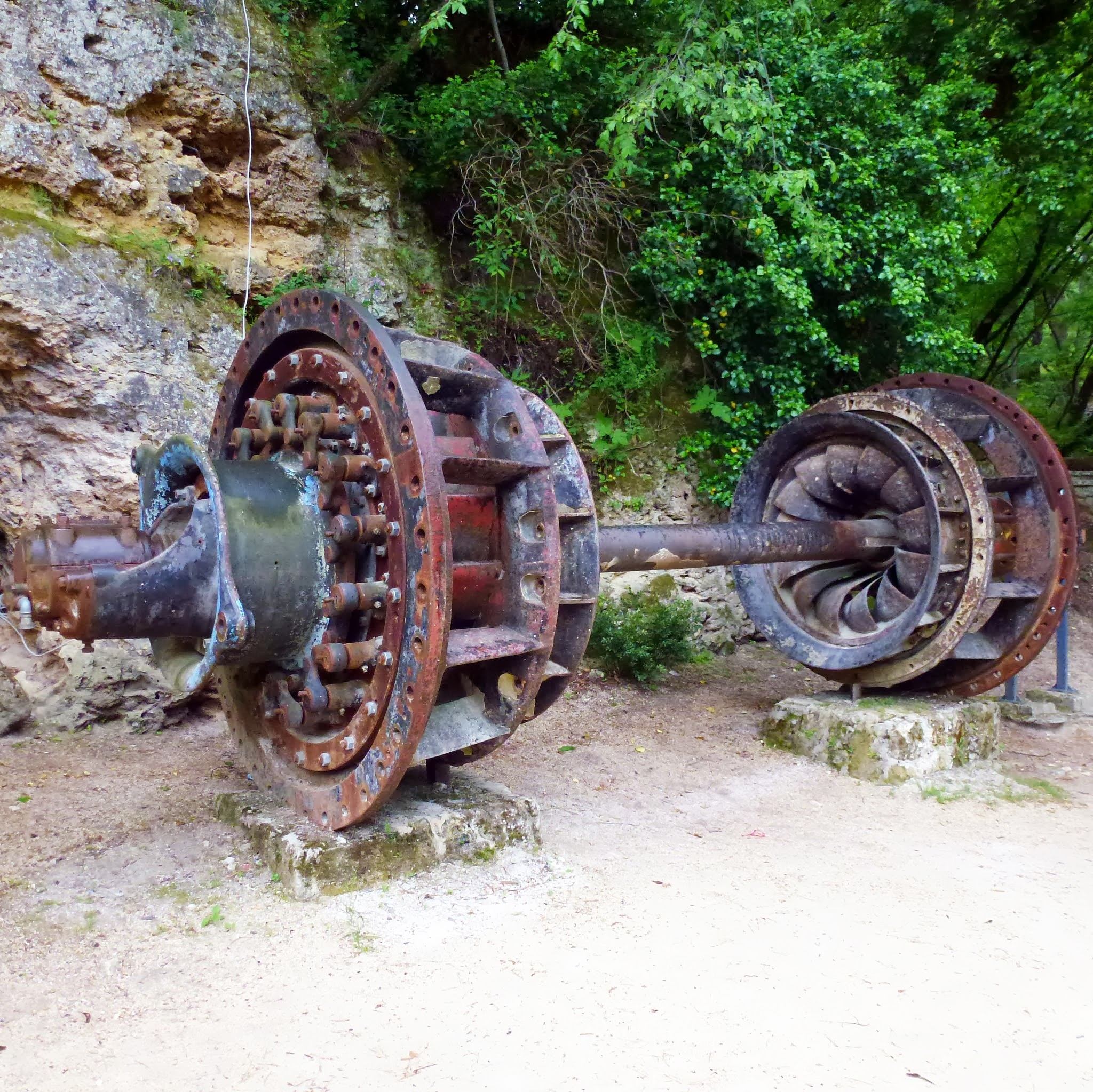
Стара турбіна від Ярузької електростанції.

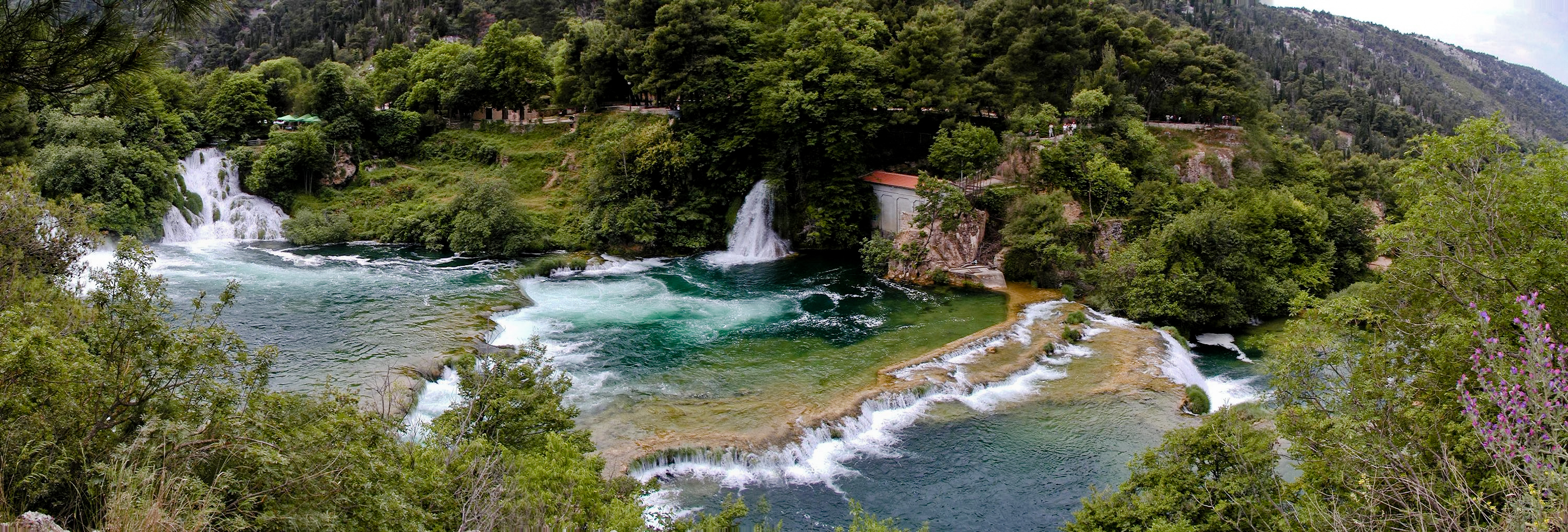
Подача води на Ярузьку електростанцію відбувається зі Скрадинського Буку.

Гідроелектростанція «Яруга» (хорв. Hidroelektrana Jaruga) — гідроелектростанція на півдні Хорватії, на річці Крка, найстаріша ГЕС у Європі та друга за давністю у світі. Розміщена в центральній Далмації, в Шибеницько-Книнській жупанії, у межах національного парку Крка. Її теперішнє положення (т. зв. «Яруга 2», хорв. Jaruga 2) датується 1903 роком, коли її було дещо зміщено відносно первісної Ярузької електростанції, збудованої 1895 р.

## Історія
Найстаріша в Європі електростанція «Яруга» (хорв. jaruga, досл. «ущелина»), яка спочатку називалася «гідроелектростанція Крка» (хорв. Hidroelektrana Krka), була першою в Хорватії та однією з перших у світі енергосистемою змінного струму, яку було введено в експлуатацію 28 серпня 1895 р. о 8-й год. вечора, лише через два дні після пуску першої гідроелектростанції на Ніагарському водоспаді. Енергосистема подавала електрику у Шибеник, зробивши його першим у світі містом із вуличним освітленням від багатофазного змінного струму.
1893 р. мер Шибеника Анте Шупук і такий собі В'єкослав Луїджі Мейхснер відкрили підприємство і отримали ліцензію на використання вод річки Крка, а 1894 р. отримали дозвіл на встановлення ліній електропередач на муніципальній власності, щоб почати освітлення вулиць електроенергією. Будівництво Яруги розпочалося 1894 р. і тривало 16 місяців. Під найбільшим водоспадом національного парку Крка, який називається «Скрадинський Бук», було споруджено турбіну, два генератори (по 42 Гц, 550 кВт) і трансформатори для якої виготовило і встановило угорське підприємство «Ganz». На дерев'яних стовпах було збудовано лінію електропередачі завдовжки 11,5 км до сусіднього Шибеника. Муніципальна розподільна мережа 3000 В/110 В включала шість трансформаторних підстанцій. Первісна система «ГЕС Яруга — Шибеник» живила 340 вуличних ліхтарів та дещо електрифікувала будинки у місті.
Через три роки розпочалися роботи з розширення та модернізації гідроелектростанції, розгорнулося будівництво другої Ярузької гідроелектростанції, вже на нинішньому місці. Нова гідроелектростанція «Яруга 2» стала до ладу 1903 року і діє донині. За час експлуатації «Яруга 2» пережила кілька реконструкцій (1916, 1937, 1970 і 1995 р.), але сам принцип роботи залишився незмінним. 1936 року було встановлено ще один генератор.. 
1995 р. «Хорватська пошта» випустила марку, присвячену цій електростанції. З появи цієї ГЕС веде свій відлік хорватська національна електроенергетична компанія HEP, яка відзначає цю дату як свій день народження.

## Опис
ГЕС «Яруга 2» — остання гідроелектростанція у межах водозбору річки Крка. Це типова дериваційна електростанція без можливості регулювання води. Загальна встановлена потужність — 5,4 МВт, а середньорічна продуктивність — 35 ГВт•год. Належить до незначних електростанцій як щодо потужностей, так і річного виробітку.
Система гідроелектростанції включає окремий підвідний канал у межах невеликої закритої частини Крки, в районі водоспаду Скрадинський Бук. Водоскидна споруда міститься десь на половині водоспаду заввишки приблизно 25,3 м. Сама водовідна споруда складається з туфового тунелю, що має гравітаційний потік, бетонного каналу з майже вертикальними сторонами, що ведуть до водозбірника, і двох регуляторів потоку (напірний трубопровід), що ведуть до водяних турбін, звичайно з усіма необхідними клапанами. Довжина туфового тунелю — 82,7 м, бетонного каналу — 78 м, а напірного трубопроводу — 28 м. Машинне відділення — це велика цегляна будівля заввишки 14 м і розміром 13х35 м, у якій розміщено дві турбіни типу Френсіс з потужністю по 3,6 МВт (загальна потужність 7,2 МВт) та витратою через турбіну по 15,5 м³/с (загальна витрата 31 м³/с). Генератори потужністю 4 МВА так само, як і гідравлічні турбіни вироблено 1937 року. Турбіни — австрійської фірми «Voith», а генератори спершу були виробництва угорської фірми «Ganz» (1903 р.), але 1937 року під час оновлення ГЕС було взято генератори фірми «Končar». Середньорічне виробництво електроенергії становить 28 ГВт•год, 2009 р. було вироблено 34,3 ГВт•год, а рекорд було встановлено 1974 р., коли виробіток сягнув 41 ГВт•год електроенергії.